# Takengei
Takengei (竹ン芸) est un festival (matsuri) d’automne traditionnel au sanctuaire Wakamiya-Inari (若宮稲荷神社) de la ville de Nagasaki (Préfecture de Nagasaki). Depuis 2003, il fait officiellement partie du Patrimoine national culturel immatériel et est représentatif du folklore de Nagasaki.

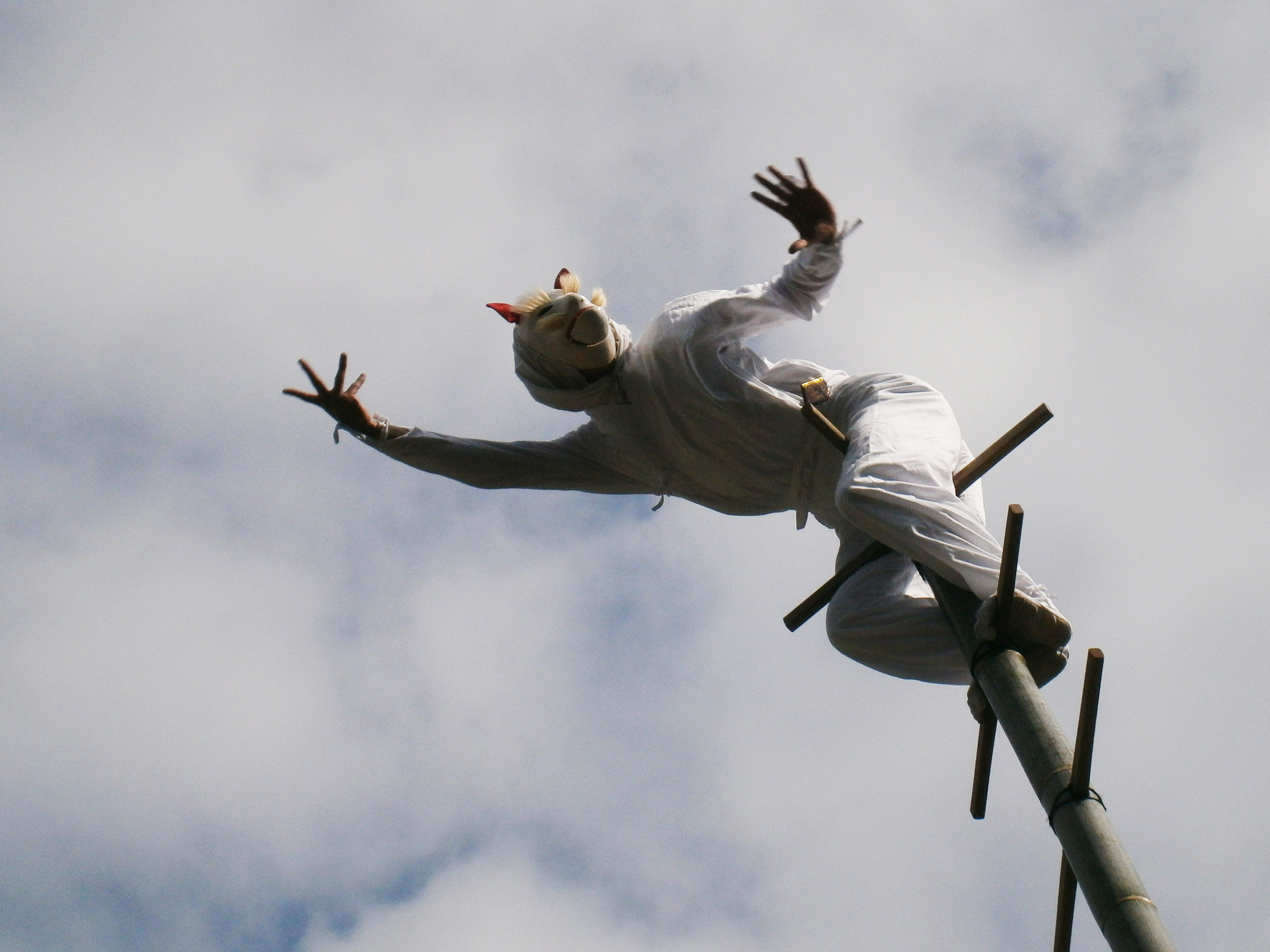
Festival de Takengei en 2013.

Il se tient annuellement pendant deux jours, les 14 et 15 octobre. Deux perches de bambou de 10 m de haut environ sont dressées ces jours-là dans le sanctuaire. L'une est appelée le "bambou mâle" (男竹), l'autre le "bambou femelle" (女竹). Sous un accompagnement musical traditionnel de flûte, de tambour et de shamisen, deux personnes vêtues de blanc et portant un masque de renard montent au sommet des perches, y gesticulent et se déclarent mutuellement leur flamme. Ils réalisent également une petite performance acrobatique similaire à celle des pompiers au nouvel an lors de la fête Dezomeshiki. 
À la fin de la performance, du haut du bambou mâle, le renard lance aux alentours des petits mochis et il sort d'une poche de son vêtement un poulet qu'il lâche et fait voltiger jusqu'au sol. Finalement, les deux renards se laissent glisser le long de leurs bambous jusqu'au sol de façon spectaculaire.
D’après une théorie[Laquelle ?], ce serait une imitation d’une histoire liée à Rakan, le disciple de Bouddha. Lors d’un festival, un renard mâle s’amusait dans une forêt de bambous.
Le festival a lieu au sanctuaire Wakamiya-Inari-Jinja depuis 1896, mais auparavant il se tenait dans un autre sanctuaire de la ville.